# Grand Isle
Grand Isle é uma cidade  localizada no estado americano de Luisiana, na Paróquia de Jefferson.

## Demografia
Segundo o censo americano de 2000, a sua população era de 1541 habitantes.
Em 2006, foi estimada uma população de 1519, um decréscimo de 22 (-1.4%).

## Geografia
De acordo com o United States Census Bureau tem uma área de
20,1 km², dos quais 15,9 km² cobertos por terra e 4,2 km² cobertos por água.

## Localidades na vizinhança
O diagrama seguinte representa as localidades num raio de 44 km ao redor de Grand Isle.